# Elisabeth Augusta Wendling (Sängerin, 1746)
Elisabeth Augusta Wendling, geborene Sarselli, auch Lisl genannt, (* 20. Februar 1746 in Mannheim; † 10. Januar 1786 in München) war eine deutsche Opernsängerin (Koloratursopran).
Die Namensgleichheit zu „Lisls“ Nichte „Gustl“ (1752–1794) führt oft zur Verwechslung.

## Leben
Lisl war die Tochter des Tenors Pietro Sarselli und Carolina Volvasoris, beide engagiert am Mannheimer Hoftheater. Auch Lisl begann dort ihre Karriere 1761 im Alter von 15 Jahren. 1764 heiratete sie den Hofmusiker und Violinisten Franz Anton Wendling, den Bruder des Komponisten und Flötisten Johann Baptist Wendling. 1770 sang sie gemeinsam mit Anton Raaff in Niccolò Piccinnis Catone in Utica, 1772 in der Rolle der Rossane in Johann Christian Bachs Temistocle und 1774 als  Celia in Bachs Lucio Silla.
Durch ihre gesanglichen Leistungen gehörte sie zu den bekannten Opernsängerinnen ihrer Zeit. Am 5. November 1777 trat sie in Salzburg auf, bevor sie 1778 zusammen mit vielen weiteren Mannheimer Musikern den Kurfürsten Karl Theodor im Rahmen seines Residenzwechsels nach München begleitete. Mozart schrieb für sie die Musik zur Rolle der Elektra in Idomeneo (KV 366), die sie in München am Cuvilliés-Theater spielte. Lisl beendete ihre Opernkarriere 1785. Ihre Tochter Dorothea (1767–1839) nahm ebenfalls Gesangsunterricht bei Lisls Schwägerin Dorothea Wendling.
Sie ist die Gemahlin des Bruders von Johann Baptist Wendling, dessen Tochter die Sängerin Elisabeth Augusta Wendling (1752–1794) war.